# Hisarcık
Hisarcık là một huyện thuộc tỉnh Kütahya, Thổ Nhĩ Kỳ. Huyện có diện tích 373 km² và dân số thời điểm năm 2007 là 14807 người, mật độ 40 người/km².